# NFK Kroemkatsjy Minsk
NFK Kroemkatsjy Minsk  is een Wit-Russische voetbalclub uit Minsk.
De club werd in 2011 als FK Kroemkatsjy opgericht en speelde tot 2014 in het amateurvoetbal. In 2014 kwam Kroemkatsjy uit in de Droehaja Liga en promoveerde direct naar de Persjaja Liga. In 2016 debuteerde de club op het hoogste niveau na een derde plaats in de Persjaja Liga. Voor aanvang van het seizoen 2018 werd de club vanwege financiële problemen teruggezet en maakte een doorstart in de Droehaja Liga. Na een tweede plaats promoveerde de club direct weer terug en veranderde de naam voor aanvang van het seizoen 2019 in NFK Minsk. In 2020 werd de naam weer NFK Kroemkatsjy Minsk.